# Septembrie 2011
Acest articol este generat integral pe baza informațiilor din articolul 2011 și este actualizat periodic de un robot.
 Editările făcute în articol vor fi șterse la următoarea actualizare! Dacă doriți să faceți modificări, editați articolul-sursă.

ianuarie -
februarie -
martie -
aprilie -
mai -
iunie -
iulie -
august -
septembrie -
octombrie -
noiembrie -
decembrie
Septembrie 2011 a fost a noua lună a anului și a început într-o zi de joi.

## Evenimente

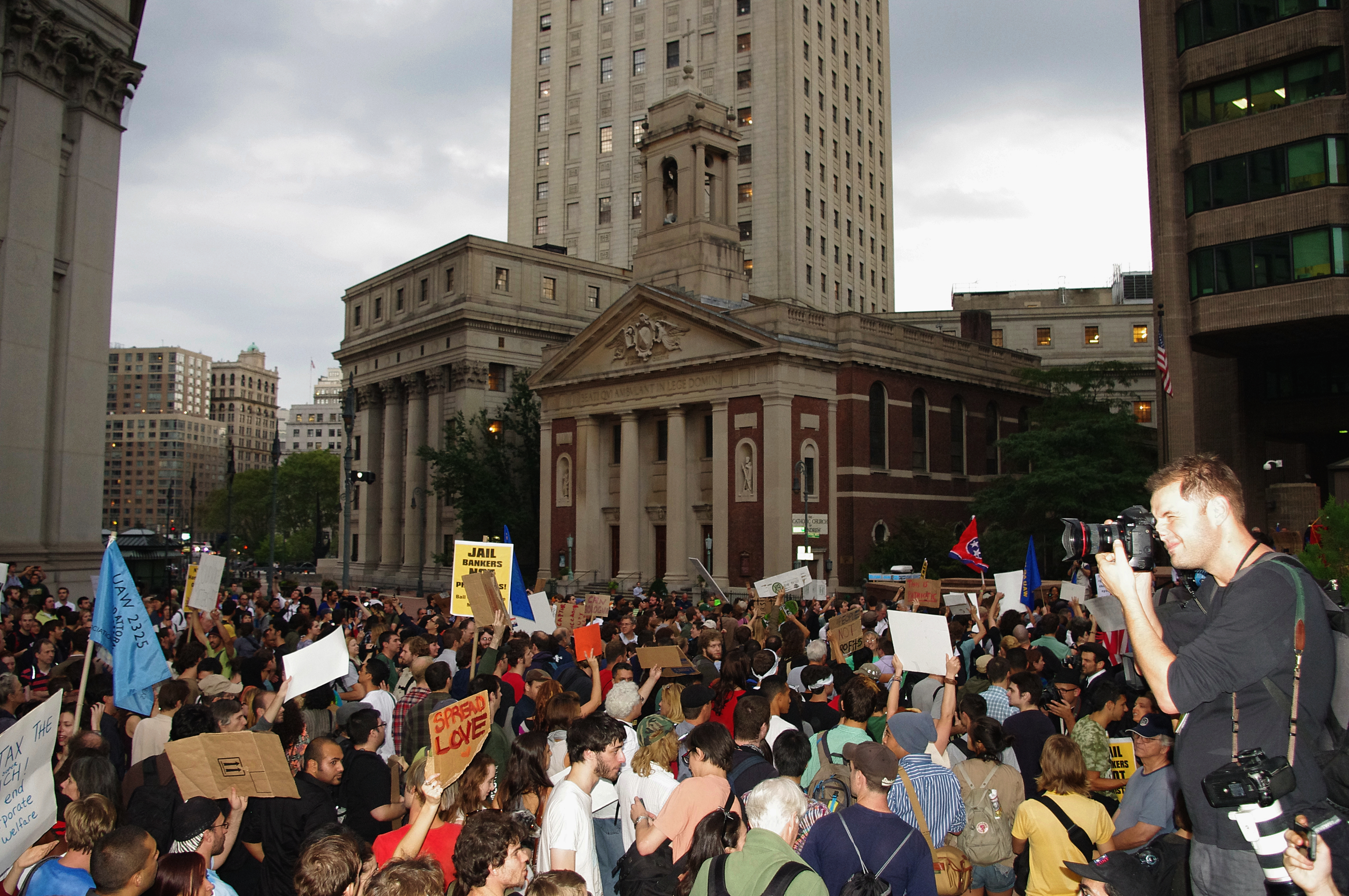
Occupy Wall Street

- 6 septembrie: A fost inaugurată Arena Națională din București cu un meci al echipei naționale de fotbal a României împotriva reprezentantei Franței.
- 7 septembrie: Avionul echipei profesioniste ruse de hockei, "Lokomotiv Yaroslavl", s-a prăbușit în Rusia. 44 de persoane aflate la bord au murit, doar una a supraviețuit miraculos.
- 11 septembrie: În Statele Unite se comemorează 10 ani de la atentatele din 11 septembrie 2001.
- 12 septembrie: Finala masculină a turneului de tenis U.S. Open este câștigată de sârbul Novak Djokovic iar cea feminină de Samantha Stosur.
- 13 septembrie: Președintele Traian Băsescu a început o vizită de lucru la Washington, în timpul căreia președintele României s-a întâlnit cu președintele Statelor Unite, Barack Obama și va fi semnat acordul privind scutul american antirachetă.
- 15 septembrie: Raportul UNICEF privind mortalitatea infantilă a indicat faptul că numărul de copii sub vârsta de 5 ani care mor, a scăzut de la peste 12 milioane în 1990, la 7,6 milioane în 2010.[1]
- 16 septembrie: Oamenii de știință de la NASA au anunțat că misiunea Kepler a descoperit prima planetă la care orbitează doi sori. Planeta a fost numită de către oamenii de știință Tatooine, același nume pe care îl avea tărâmul natal al personajului Luke Skywalker din Star Wars.[2][3]
- 17 septembrie: Se redeschide muzeul “Grigore Antipa” după mai mult de 2 ani de lucrări de modernizare.
- 22 septembrie: În cadrul Consiliul JAI pe tema aderării României și Bulgariei la Spațiul Schengen, Olanda și Finlanda au votat negativ.
- 22 septembrie: Cercetătorii de la CERN afiliați experimentului Opera au anunțat că rezultate experimentale par să demonstreze că neutrinii depășesc viteza luminii
- 23 septembrie: Președintele Autorității Naționale Palestiniene, Mahmoud Abbas, a înaintat o cerere Națiunilor Unite pentru recunoașterea unui stat palestinian pe baza frontierelor din 1967, incluzând Cisiordania, fâșia Gaza și Ierusalimul de Est drept capitală.
- 25 septembrie: Regele Abdullah al Arabiei Saudite a anunțat că femeile vor avea drept de vot și de a candida la alegerile municipale, precum și cel de a intra în Majlis al-Shura, un consiliu consultativ ai cărui membri sunt desemnați. Este prima dată când femeile saudite primesc drept de vot și de a fi alese într-un scrutin în acest regat ultraconservator, unde sunt organizate doar alegeri municipale.
- 25 septembrie: Tenismenul german Florian Mayer a câștigat a 16-a ediție a turneului de tenis Open România și primul său turneu de tenis. În competiția de simplu, nici un jucător din România nu a atins faza sferturilor de finală, în vreme ce perechea de dublu - formată din Horia Tecău și suedezul Robert Lindstedt și cotată cu prima șansă la câștigarea turneului - a ratat calificarea în semifinale. Întrecerea de dublu a fost câștigată de italienii Daniele Bracciali și Potito Starace (favoriți numărul 3).
- 26 septembrie: CSAT a decis retragerea celor 178 de jandarmi și polițiști români din Kosovo, odată cu terminarea turului de serviciu, programată pentru luna decembrie.
- 28 septembrie: Avionul supersonic românesc IAR-111 Excelsior a fost testat cu succes deasupra Mării Negre.[4]
- 29 septembrie: Primul modul al viitoarei stații spațiale chineze, modulul Tiangong 1, a fost lansat cu succes de la Centrul de Lansare a sateliților Jiuquan din nord-vestul Chinei.

## Decese
- 1 septembrie: Alexandru Pesamosca, 81 ani, medic chirurg român (n. 1930)
- 2 septembrie: Horst Kasner, 85 ani, teolog german, tatăl cancelarului german Angela Merkel (n. 1926)
- 2 septembrie: Mircea-Dimitrie Rațiu, 87 ani, inginer și profesor român, fratele deputatului Ion Rațiu (n. 1923)
- 3 septembrie: Ioan Gottlieb, 82 ani, fizician român (n. 1929)
- 6 septembrie: Arhiducele Felix de Austria (n. Felix Friedrich August Maria vom Siege Franz Joseph Peter Karl Anton Robert Otto Pius Michael Benedikt Sebastian Ignatius Marcus d'Aviano), 95 ani (n. 1916)
- 6 septembrie: Dan David, 82 ani, om de afaceri, inventator și filantrop israelian (n. 1929)
- 10 septembrie: Cliff Robertson (Clifford Parker Robertson III), 88 ani, actor american (n. 1925)
- 11 septembrie: George Marinescu, 71 ani, prezentator de știri la Televiziunea Română (1969-1990), (n. 1940)
- 11 septembrie: Andy Whitfield, 39 ani, actor și model britanic (n. 1972)
- 13 septembrie: Teodor Moraru, 73 ani, pictor român (n. 1938)
- 14 septembrie: Rudolf Ludwig Mössbauer, 82 ani, fizician german laureat al Premiului Nobel (1961), (n. 1929)
- 15 septembrie: Nikodim Rusnak, 90 ani, episcop ucrainean (n. 1921)
- 15 septembrie: Otakar Vávra, 100 ani, regizor ceh (n. 1911)
- 19 septembrie: Johnny Răducanu, 79 ani, contrabasist, pianist, compozitor român de etnie romă (n. 1931)
- 20 septembrie: Burhanuddin Rabbani, 71 ani, om politic și teolog islamist afgan (n. 1940)
- 21 septembrie: Joe Abeywickrama, 84 ani, actor sri-lankez (n. 1927)
- 22 septembrie: Jonathan Cecil, 72 ani, actor englez de teatru, film și televiziune (n. 1939)
- 23 septembrie: Stuart J. Byrne, 97 ani, scriitor american (n. 1913)
- 25 septembrie: Wangari Maathai, 71 ani, luptătoare africană pentru protecția mediului înconjurător și pentru drepturile femeilor (n. 1940)
- 26 septembrie: Jessy Dixon, 73 ani, muzician american (n. 1938)
- 27 septembrie: Adrian Făgețeanu (n. Alexandru Făgețeanu), 99 ani, preot ortodox român (n. 1912)
- 27 septembrie: Imre Makovecz, 75 ani, arhitect maghiar (n. 1935)
- 29 septembrie: Hella Haasse, 93 ani, scriitoare neerlandeză (n. 1918)
- 30 septembrie: Anwar al-Awlaki, 40 ani, militant extremist musulman american, de etnie yemenită (n. 1971)
- 30 septembrie: Gheorghe Pîrîu, 85 ani, producător român de filme (n. 1926)
- 30 septembrie: Ralph Marwin Steinman, 68 ani, biolog și imunolog canadian, laureat al Premiului Nobel (2011), (n. 1943)